# Alto do Palurdo
Alto do Palurdo ist eine Gemeinde (Freguesia) im portugiesischen Kreis Pinhel. Sie entstand am 29. September 2013 aus dem Zusammenschluss der Gemeinden Pereiro und Vale de Madeira. In ihr leben 241 Einwohner (Stand 30. Juni 2011) auf einer Fläche von 47,31 km². Sitz der Verwaltung ist Pereiro.